# 아네르스 사뇌 외르스테드
아네르스 사뇌 외르스테드(덴마크어: Anders Sandøe Ørsted, 1778년 12월 21일~1860년 5월 1일)는 덴마크의 정치인, 법학자이다.
코펜하겐에서 법학, 철학을 전공했으며 덴마크 내무부 장관 (1853년 4월 21일~1854년 4월 29일), 덴마크 문화부 장관 (1853년 4월 21일~1854년 12월 12일)을 역임했다. 1853년 4월 21일부터 1854년 12월 12일까지 제3대 덴마크의 총리를 역임했다. 또한 물리학자 한스 크리스티안 외르스테드의 동생이기도 하다.